# مطارات مدينة برلين

خريطة المطارات في مدينة برلين حتى عام 2020

هذه هي المطارات في مدينة برلين عاصمة جمهورية ألمانيا الإتحادية :
|   | اسم المطار              | رمز إياتا | رمز ايكاو | الوصف |
| - | ----------------------- | --------- | --------- | --- |
| 1 | مطار برلين براندنبورغ   | BER       | EDDB      | مطار دولي يقع في برلين أفتتح في عام 2020 ليكون مطار الرئيسي في العاصمة |
| 2 | مطار برلين شونفيلد      | SXF       | EDDB      | تأسس في عام 1934 ، وهو مطار برلين الشرقية خلال الحرب الباردة وأغلق في عام 2020 ، وأصبح هذا المطارجزءًا من مطار برلين براندنبورغ.                                                                    |
| 3 | مطار برلين تيجيل الدولي | TXL       | EDDT      | أكبر المطارات العاملة في برلين وكان المطار الرئيسي السابق . بُني خلال جسر برلين الجوي في عام 1948 وأغلق في عام 2020.                                                                                |
| 4 | طار برلين تمبلهوف       | THF       | EDDI      | مطار دولي أفتتح عام 1923 وأغلق في عام 2008. |
| 5 | مطار غاتو               |           |           | هو القاعدة الجوية العسكرية السابقة للقوات الجوية الملكية في منطقة جاتو في جنوب غرب برلين. أُغلق في عام 1994.                                                                                        |
| 6 | مطار جوهانيستال         |           |           | وهو ثاني مطار في ألمانيا (افتتح عام 1909) ، يقع على بعد 15 كم جنوب شرق برلين . |
| 7 | مطار ستاكن              |           |           | يقع في أقصى الحافة الغربية خارج منطقة شبانداو ، أُستخدم كقاعدة لانطلاق مناطيد زبلين وكان المقر الأول للخطوط الجوية الألمانية هانزا. أُغلق المطار بعد انسحاب القوات الجوية السوفيتية وتحول إلى عيادة. |